# پرویژه
پرویژه (به لاتین: Pervijze) یک منطقهٔ مسکونی در بلژیک است که در دیکسمویید واقع شده‌است. پرویژه ۱۲٫۲۳ کیلومتر مربع مساحت و ۸۸۳ نفر جمعیت دارد.